# Ashtanga
Ashtanga (en sanskrit IAST: Aṣṭāṅga ; devanāgarī : अष्टाङ्ग) signifie « constitué de huit parties », « de huit membres » ou « de huit étapes ».
Dans la philosophie indienne, ce terme peut être associé à un autre mot pour désigner, par exemple, dans le bouddhisme le Noble sentier octuple (aṣṭāṅgamārga) ou dans l'hindouisme, les huit membres ou huit étapes (aṣṭāṅgayoga) du Rāja yoga, basé sur les Yogasūtra de Patañjali .

## Dans l'hindouisme

### Yoga
Lorsque le terme aṣṭāṅga est associé au mot yoga pour former le vocable aṣṭāṅgayoga, celui-ci désigne le yoga en huit membres (aṅga) mentionnés dans les Yoga Sūtra de Patañjali. Ceux-ci se composent des cinq restrictions ou réfrènements (yama), des cinq vertus (niyama), des postures (āsana), de la discipline du souffle (prāṇāyāma), de l'abstraction des sens (pratyāhāra), de la concentration (dhāraṇā), de la méditation (dhyāna) et de la contemplation méditative (samādhi).